# 반야심경

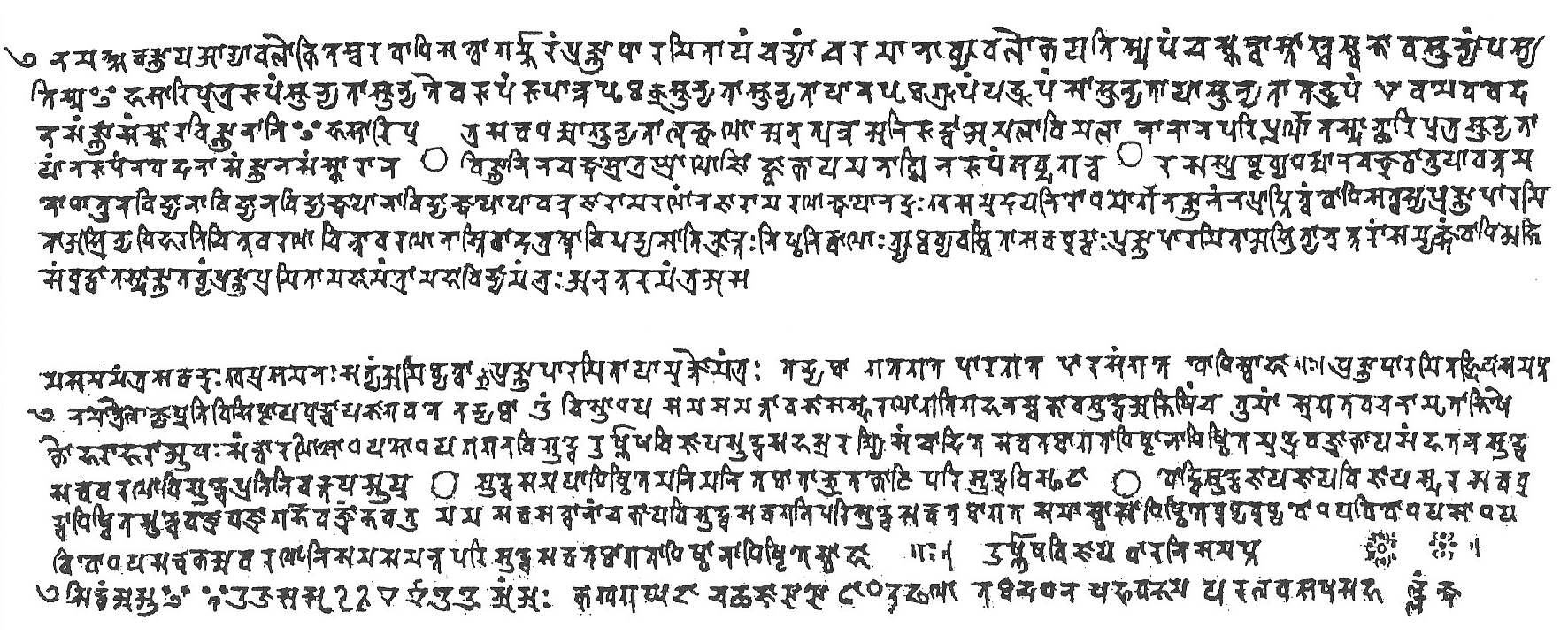
원래는 일본 호류지에 있었고, 현재는 도쿄 국립 박물관의 호류지 보물전에 위치한 싯담 문자로 쓰여진 야자수 잎 원고의 복제품. 원본은 서기 7-8세기에 만들어진 현존하는 가장 오래된 산스크리트 필사본일 수 있다.

반야심경(般若心經)은 대승불교의 모태가 되는 총 600권 분량의 반야경을 260자로 추린 경전이다. 반야경의 앞부분 내용은 금강경이 되고, 뒷부분 내용은 반야심경이 되었다.
반야심경의 뜻은 반야바라밀다(반야경)의 심장(心臟)이 되는 핵심을 추린 경전이라는 뜻이다. 영어로는 The Heart of the Perfection of Wisdom Sutra라고 하고, 줄여서 Heart Sutra라고 한다.
관세음보살의 수행을 사리불(사리자)에게 말해주는 형식이다. 현재 반야심경은 당나라 삼장법사인 현장(玄奘,  602~664)이 번역한 것이다.
예불의식 경전의 하나로 이러한 경전으로는 예불문, 이산혜연선사 발원문, 반야심경, 천수경, 정근, 금강경, 상단권공, 중단권공(신중청), 화엄경 약찬게 등이 있다.

## 반야심경의 뜻
《반야경》은 반야바라밀다에 대한 내용을 가진 총 600권 분량의 방대한 경전이다. 이걸 260자로 추린 경전을 《반야심경(般若心經)》이라고 한다.
산스크리트어로는 산스크리트어: प्रज्ञापारमिताहृदयसूत्र, Prajñā-pāramitā-hṛdaya-sūtra(프라즈냐파라미타 흐르다야 수트라)라고 한다.

### 프라즈냐파라미타(Prajñā-pāramitā)
반야바라밀다를 말한다. 한자어 제목 중 "반야(般若)"에 해당한다.

### 흐르다야(hṛdaya)
한자어 제목 중 "심(心)"에 해당한다. 한자 "심(心)"을 마음이라는 뜻으로 쓴 것은 아니고, 몸에서 가장 중요한 핵심 장기인 심장(心臟)을 의미한다.

### 수트라(sūtra)
경전이라는 말이다.

### 결론
대승불교의 모든 내용을 요약한 불교 경전의 정수이다.

## 한문 반야심경 전문
마하반야바라밀다심경
관자재보살 행심반야바라밀다시

조견오온개공 도일체고액 사리자
색불이공 공불이색 색즉시공 공즉시색

수상행식 역부여시 사리자 시제법공상
불생불멸 불구부정 부증불감 시고 공중무색

무수상행식 무안이비설신의 무색성향미촉법
무안계 내지 무의식계 무무명 역무무명진

내지 무노사 역무노사진 무고집멸도 무지역무득
이무소득고 보리살타 의반야바라밀다

고심무가애 무가애고 무유공포 원리전도몽상
구경열반 삼세제불 의반야바라밀다

고득아뇩다라삼먁삼보리 고지반야바라밀다
시대신주 시대명주 시무상주 시무등등주

능제일체고 진실불허 고설 반야바라밀다주
즉설주왈

『아제아제 바라아제 바라승아제 모지 사바하』(3번)

## 한글 반야심경 전문
다음은 대한불교조계종 종단 표준의례 한글 반야심경이다. 원문은 이곳을 참고하기 바란다.
마하반야바라밀다심경
관자재보살이 깊은 반야바라밀다를 행할 때,

오온이 공한 것을 비추어 보고

온갖 고통에서 건너느니라.

사리자여! 색이 공과 다르지 않고

공이 색과 다르지 않으며,

색이 곧 공이요 공이 곧 색이니,

수 상 행 식도 그러하니라.

사리자여! 모든 법은 공하여

나지도 멸하지도 않으며,

더럽지도 깨끗하지도 않으며,

늘지도 줄지도 않느니라.

그러므로 공 가운데는 색이 없고

수, 상, 행, 식도 없으며,

안, 이, 비, 설, 신, 의도 없고,

색, 성, 향, 미, 촉, 법도 없으며,

눈의 경계도 의식의 경계까지도 없고,

무명도 무명이 다함까지도 없으며,

늙고 죽음도 늙고 죽음이 다함까지도 없고,

고 집 멸 도도 없으며, 지혜도 얻음도 없느니라.

얻을 것이 없는 까닭에

보살은 반야바라밀다를 의지하므로

마음에 걸림이 없고 걸림이 없으므로

두려움이 없어서,

뒤바뀐 헛된 생각을 멀리 떠나

완전한 열반에 들어가며,

삼세의 모든 부처님도

반야바라밀다를 의지하므로

최상의 깨달음을 얻느니라.

반야바라밀다는 가장 신비하고 밝은 주문이며

위없는 주문이며

무엇과도 견줄 수 없는 주문이니,

온갖 괴로움을 없애고 진실하여 허망하지 않음을 알지니라.

이제 반야바라밀다주를 말하리라.

『아제아제 바라아제 바라승아제 모지 사바하』(3번)

## 새로 옮긴 반야심경
다음은 뉴욕달마스쿨의 도솔현능 법사가 한글세대를 위하여 새롭게 번역한 반야심경이다.

관세음보살이 깊은 반야바라밀을 닦을 때 
다섯가지 쌓임이 본래 비어 있음을 보고 
모든 고액에서 벗어났다.
사리푸트라, 
몸은 공과 다르지 않고
공도 몸과 다르지 않아
몸이 곧 공이며 공이 곧 몸입니다. 
느낌 표상 의지 인식도 그러합니다.
사리푸트라, 
모든 것은 공한 특성을 지녔으니
생겨나지도 사라지지도 않으며
더러워지지도 깨끗해지지도 않고
늘어나지도 줄어들지도 않습니다. 
그러므로 공의 관점으로 보면 
몸도 없고 느낌도 없으며
표상 의지 인식도 없습니다. 
눈 귀 코 혀 몸 생각도 없고
모습 소리 냄새 맛 닿음 대상도 없으며
시각에서 의식에 이르기까지도 없습니다.
무명도 없고 무명의 끝도 없으며 
노사도 없고 노사의 끝도 없습니다.  
고통도 없고 고통의 원인도 없으며
소멸도 없고 소멸의 길도 없습니다.
지혜도 없고 지혜의 결과도 없습니다.
이와 같이 아무것도 얻을 것이 없으므로 
보살은 반야바라밀에 의지하여 
마음에 걸림이 없습니다. 
마음에 걸림이 없으므로 두려움이 사라지고 
잘못된 생각에서 벗어나 마침내 열반에 이릅니다.
과거 현재 미래의 부처님들께서도 
반야바라밀에 의지하여 
최상의 깨달음을 이루셨습니다.
그러므로 반야바라밀은 
신비로운 진언이며 빛나는 진언이고 
최고의 진언이며 비할 데 없는 진언입니다.
이는 모든 고통을 해결하는 참된 말씀입니다.
이제 반야바라밀의 진언을 말씀드리겠습니다.
가테 가테 파라가테 파라상가테 보디 스와하

## 반야심경 한자 전문과 고찰

### 관자재보살(觀自在菩薩) 행심반야바라밀다시(行深般若波羅蜜多時)
관자재보살이 깊은 반야바라밀다를 행할 때,
- 관자재보살 : 관세음보살이다.
- 지혜로써 깨달음의 언덕으로 건너갈 때, 반야바라밀다를 행한다. 바라밀은 지혜로써 행한다. 어떤 지혜의 바라밀을 행할지를 나머지가 설명해준다.[5]

### 조견오온개공(照見五蘊皆空) 도일체고액(度一切苦厄)
오온이 공한 것을 비추어보고 온갖 고통에서 건너느니라.
- 반야심경의 핵심구절이다.
- 공(空)함을 보는 것이 반야지혜이다. 공(空)은 어떤 실체가 있는 것이 아니다. 공(空)과 "없을 무(無)"는 같은 말이 아니다.

불교에서 공(空)은 무아(나라는 것이 없고), 무상(항상 일정한 것이 없고), 연기(모든 것이 서로 상호작용으로 일어남)의 이치를 이렇게 부르자고 약속한 것에 불과하다고 한다. 말에 얾매이지 않아야 한다고 한다.
- 공성(空性) : 공의 성질이라는 말로, 공성을 이해한다는 것은 무상, 무아, 연기의 법칙을 이해한다는 것이다.
- 오온(색, 수, 상, 행, 식) : 고통을 만드는 원인이다.

1.색(色) : 몸을 비롯하여 보이는 모든 대상.
2.수(受) : 느껴지는 것을 받아들이는 것.
3.상(想) : 머리로 생각하는 모든 것.
4.행(行) : 발생하는 의지.
5.식(識) : "색수상행"이 자신에게 업(業), 식(識)으로 저장된 것. 의식을 계속 쌓으면 업이 된다.

### 사리자(舍利子) 색불이공(色不異空) 공불이색(空不異色)
사리자여. 색이 공과 다르지 않고, 공이 색과 다르지 않으며,
- 사리불(사리자)은 부처님의 10대 제자로 '지혜제일'이라고 불렸다.[6] 사리자는 사리의 아들이라는 뜻이다.[7]
- 색(色)이라는 형상이 있는 것 자체가 "비어있는 공(空)"이라는 뜻이 아니다.
- 공(空)은 무아(나라는 것이 없고), 무상(항상 일정한 것이 없고), 연기(모든 것이 서로 상호작용으로 일어남)의 이치를 말하는 것이므로, 형상이 있는 것이 연기로서 만들어짐을 말한다.

빵을 예로 들면, 빵이 만들어지기까지 여러 사람의 노력이 연쇄적으로 일어나야 한다.(연기)
- 색불이공(色不異空) 공불이색(空不異色)

불교적 언어로 보면, "모든 사물은 연기적으로 생겨나고, 역으로 모든 연기의 법칙으로 사물이 생겨난 것이다."라는 뜻이다.

### 색즉시공(色卽是空) 공즉시색(空卽是色)
색이 곧 공이요 공이 곧 색이니,
- 색즉시공(色卽是空)

색 자체만 보아도, 그 속의 공한 이치를 알게 하는 것이다.
- 공즉시색(空卽是色)

공한 이치를 보았을 때, 모든 것이 연기로 이루어짐을 아는 것이다.
- 경전으로 보면,

금강경은 색즉시공을 일깨워주는 경전이고
화엄경은 공즉시색을 보여주는 경전이다.

### 수상행식(受想行識) 역부여시(亦復如是)
수상행식도 그러하니라.
- 모든 느낌과 생각과 의지와 업식이 다 연기법에 의해 만들어지는 것이다.
- 수상행식 : 마음이 움직이는 순서이다.

어떤 사람을 봤을 때 느껴지는 느낌이 "수", 느낌으로 일어나는 반응이나 생각 "상", 이런 생각을 통한 일어나는 의지가 "행", 이것이 남아서 만들어내는 판단이 있고, 이런 판단이 남아서 우리의 업"식"이 된다.

### 사리자(舍利子) 시제법공상(是諸法空相) 불생불멸(不生不滅)
사리자여. 모든 법은 공하여 나지도 멸하지도 않으며,
- 모든 법의 "공"한 모습, 생성된 모든 존재의 본질이 "공"하다는 것이다.[5]

### 불구부정(不垢不淨) 부증불감(不增不減)
더럽지도 깨끗하지도 않으며, 늘지도 줄지도 않느니라.

### 시고(是故) 공중무색(空中無色) 무수상행식(無受想行識)
그러므로 공 가운데는 색이 없고 수상행식도 없으며,
- 이전에 "공즉시색"에서 "공"은 곧 "색"이라고 했다. 하지만 여기서는 "공" 가운데 "색"이 없다고 한다.

"색즉시공 공즉시색"은 우리가 볼 수 있는 "색"에서 "공"을 찾았다면, 이 구절은 반대다. "공"의 입장에서 바라본다는 것이다.
- 나도 없고, 일정한 것이 없고, 모든 것이 서로 관계를 가지고 연쇄적으로 일어난다는 "공"의 성질. 즉, "공성"을 깨닫고 나니 색과 수상행식이 모두 없더라는 말이다.
- 나와 다른 것을 구별하는 분별을 끊고 차별 없이 "공"의 입장에 바라보면, "색(몸)"도 없고, "수상행식(마음)도 없다는 말이다. 허망하다는 말이다.[5]

### 무안이비설신의(無眼耳鼻舌身意) 무색성향미촉법(無色聲香味觸法)
안이비설신의도 없고, 색성향미촉법도 없으며,
- 안이비설신의(眼耳鼻舌身意)

"안"은 눈이고, "이"는 귀이고, "비"는 코고, "설"은 혀이며, "신"은 몸이고, "의"는 정신이다.
"안이비설신의"로 "색성향미촉법"을 인식하는 것이다.
- 육근과 육경

육근(六根) : 안이비설신의
육경(六境) : 색성향미촉법
- 6가지 감각기관인 "육근"을 통해서, 6가지 경계(대상)인 "육경"이 들어오는 것이다.
- 육근과 육경은 지속적으로 우리에게서 무언가 만들어내는데, 그런데 가만히 생각해보면 이런 것들도 한시적 만났다가 사라질 뿐이다.[5]

예를 들어, 어떤 음식 냄새를 맡아 배가 고프다가도, 누가 물을 끼얹어 차갑다는 느낌이 확 들면 그 순간은 "비(코)"를 통해 느낀 "향(냄새)"은 순간 사라져버린다.
이러한 이치가 "공성(空性)"이다.

### 무안계(無眼界) 내지무의식계(乃至無意識界)
눈의 경계도 의식의 경계까지도 없고,

### 무무명(無無明) 역무무명진(亦無無明盡)
무명도 무명이 다함까지도 없으며,

### 내지무노사(乃至無老死) 역무노사진(亦無老死盡)
늙고 죽음도 늙고 죽음이 다함까지도 없고,

### 무고집멸도(無苦集滅道) 무지역무득(無智亦無得)
고집멸도도 없으며, 지혜도 얻음도 없느니라.

### 이무소득고(以無所得故) 보리살타(菩提薩埵) 의반야바라밀다(依般若波羅蜜多)
얻을 것이 없는 까닭에 보살은 반야바라밀다를 의지하므로

### 고심무괘애(故心無罣礙) 무괘애고(無罣礙故) 무유공포(無有恐怖)
마음에 걸림이 없고 걸림이 없으므로 두려움이 없어서,

### 원리전도몽상(遠離顛倒夢想) 구경열반(究竟涅槃)
뒤바뀐 헛된 생각을 멀리 떠나 완전한 열반에 들어가며,

### 삼세제불(三世諸佛) 의반야바라밀다(依般若波羅蜜多)
삼세의 모든 부처님도 반야바라밀다를 의지하므로

### 고득아뇩다라삼먁삼보리(故得阿耨多羅三藐三菩提)
최상의 깨달음을 얻느니라.

### 고지반야바라밀다(故知般若波羅蜜多) 시대신주(是大神呪) 시대명주(是大明呪)
반야바라밀다는 가장 신비하고 밝은 주문이며,

### 시무상주(是無上呪) 시무등등주(是無等等呪)
위없는 주문이며, 무엇과도 견줄 수 없는 주문이니,

### 능제일체고(能除一切苦) 진실불허(眞實不虛)
온갖 괴로움을 없애고 진실하여 허망하지 않음을 알지니라.

### 고설반야바라밀다주(故說般若波羅蜜多呪) 즉설주왈(卽說呪曰)
이제 반야바라밀다주를 말하리라.

### 『아제 아제 바라아제 바라승아제 모지 사바하(揭諦 揭諦 波羅揭諦 波羅僧揭諦 菩提 娑婆訶)』(3번)
가는 이여! 가는 이여! 저 언덕으로 가는 이여! 저 언덕으로 온전히 가는 이여! 깨달음이여! 영원하여라!
- 마지막 반야바라밀다주문("아제아제 바라아제 ~~ 모지 사바하")은 해석을 보면 알겠지만, 어떤 신비한 주문이 아니라 "공부 열심히 해^.^"라고 하는 격려에 가깝다. 다른 주장도 있다. 스님들이 깨달은 경지를 읇는 오도송과 같은 것이란 주장이다.[11]

- "아제 아제 바라아제 바라승아제 모지 사바하"는 요즘 원래 산스크리트어 발음으로 "가테 가테 파라가테 파라상가테 보디 스바하"라고 독송하기도 한다.[12]

## 반야바라밀다를 행한다는 것은 무엇인가?
《반야심경》은 '관자재보살이 깊이 반야바라밀다를 행할 때(觀自在菩薩 行深般若波羅蜜多時)'로 시작된다. 과연 반야바라밀다를 행한다는 것은 무엇일까?

### 선종의 방법(돈오: 단박에 깨닫는 법)
반야바라밀다를 직역하면 "깨달음의 언덕에 이르는 깊고도 수승한 지혜"이다.
반야심경에서 공(空)은 비어있다는 뜻이 아니다. 무아(나라고 할 것이 없고), 무상(항상 일정한 것이 없고), 연기(모든 것은 서로 상호작용으로 일어남)를 이렇게 부르자고 약속한 것이다. 이런 공의 성질을 공성(空性)이라고 하는데, 반야바라밀다 성질이 공(空)하므로, 반야바라밀다를 행한다는 것은 공(空)을 행하는 것이다.
다음은 공(반야바라밀다, 연기, 세상은 모두 연결되어 있다.)를 깨닫게 하는 이야기들이다.

#### 유마거사 이야기
유마거사가(거사는 재가불자), 병이 들어서 문수보살의 문병을 받았다. 이때 유마거사가 말하길, '중생이 병이 들어서 내가 아프다. 중생이 모두 병이 나으면 나도 나을 것이다. 중생들이 더 이상 병에 걸리지 않으면, 보살들도 다시는 병에 걸리지 않을 것이다.'라고 하였다.

#### 원효대사 이야기
661년 원효는 의상과 함께 당나라로 유학가기 위해 길을 떠났다. 날이 저물어 동굴에서 잠을 잤는데, 한밤 중에 목이 말라 물을 찾다가 바가지에 들어있던 물을 마셨다. 물이 너무 달고 맛있어 잊을 수가 없었다. 다음날 눈을 떠서 확인해보니, 바가지는 해골이었고, 물을 해골이 썩은 물이었다. 원효는 구역질을 하다가, 순간 '일체유심조'를 깨달았다.

#### 백은선사 이야기
백은(白隱) 선사(하쿠인 선사)(1685~1768)는 일본에서 임제종을 일으킨 승려이다.
첫번째 이야기

수행을 하던 도중 공양(밥 먹기)을 하기 위해서 좁은 부엌에서 아궁이의 불을 때고 있었다. 지붕도 허술해서 부엌에 들어가 있는 몸의 반은 젖지도 않고 물이 튀어도 아궁이가 따뜻해서 금새 말랐다. 반면, 처마 밖으로 나와있는 몸의 반은 젖어있었다. 이에 순간 깨달았다.
두번째 이야기

사실 백은선사의 수행은 어떤 거사(남자 불교 신자)가 "스님은 한 손으로 손뼉을 칠 수 있으신가요?"라고 물었을 때, 대답을 하지 못하여서 하던 수행이였다. 그는 세상과 내가 둘이 아님(불이, 不二)을 깨달았고, 모든 소리가 나의 소리임 알게 되었다.
세번째 이야기

백은선사가 있던 절 아래에는 마을이 있었다. 그 마을에서 처녀가 아이를 낳았는데, 아버지가 백은선사라고 했다. 처녀의 부모는 백은선사를 찾아와 따졌다. 백은선사는 반박을 하지 않고, “아, 그런가”라고만 하고 1년 동안 아이를 키웠다. 처녀는 그제서야 아이의 아버지가 생선가게 총각임을 밝혔다. 처녀의 부모는 백은선사를 찾아와서 빌었다. 그러자 백은선사는 아, 그런가”라고 할 뿐이었다.

#### 사리불 이야기
사리불(사리자, 사리푸트라)은 부처님의 10대 제자 중 '지혜제일'이라고 불린 수행자다. 어머니와의 일화가 있다.
사리푸트라(사리불)의 어머니 "사리"는 4남 3녀를 두었었다. 그러나 장남인 사리푸트라(사리불)가 출가를 하자, 다른 자식들도 모두 출가를 하여 아무도 남지 않게 되었다. 그래서 "사리"는 아들 사리푸트라(사리불)에게 서운한 마음이 있었다.
사리푸트라(사리불)가 고향에 와서 탁발을 하자, 어머니가 심하게 꾸짖었다. 팔십만 냥이나 되는 거대한 재산을 버리고서는 남이 주는 밥찌꺼기를 먹고, 시큼하게 상한 쌀죽도 버리지 않고 먹고, 머리를 밀고 가사를 입은 이상한 사람들과 집집마다 돌아다니며 국자 뒷면을 핥고 다닌다고 모욕을 했다. 그리고 집안을 망쳐버렸다고 했다.
그래도 사리푸트라(사리불)는 아무 말없이 공양하고(밥을 먹고), 탁발을 해서 돌아갔다.

### 교종의 방법(점수: 점진적으로 수행하는 방법)
반야바라밀은 또한 육바라밀을 모두 행하는 방법으로도 할 수 있다. 다음 대품반야경의 내용을 살펴보자.
비유컨대, 나[아(我)]라는 소견 가운데에 예순 두 가지 소견을 낱낱이 포섭하는 것과 같다. 이와 같이 수보리야, 이 깊은 반야바라밀은 모든 바라밀을 낱낱이 포섭하는 것이다. 비유컨대 사람이 죽으면 명근(命根)이 없어지는 까닭에 다른 감각기관이 전부 따라서 없어짐과 같다. 이와 같이 보살마하살이 깊은 반야바라밀을 행할 때 모든 바라밀이 전부 따르는 것이다.『대품반야경』 등학품 제 63 

대품반야경에 따르면 육바라밀 중 반야바라밀은 다른 다섯 바라밀을 모두 포함하고 있다. 그렇기에 반야바라밀만 행해도 육바라밀을 모두 행하는 것과도 같다.
육바라밀은 보시바라밀(布施波羅蜜), 지계바라밀(持戒波羅蜜), 인욕바라밀(忍辱波羅蜜), 선정바라밀(禪定波羅蜜), 정진바라밀(精進波羅蜜), 반야바라밀(般若波羅蜜)을 말한다.

### 육바라밀

#### 보시 바라밀
남에게 베푸는 것으로 재시(財施), 법시(法施), 무외시(無畏施)가 있다.
- 재시(財施) : 재물을 베푸는 것이다.
- 법시(法施) : 부처님의 말씀 같은 법을 베푸는 것이다.
- 무외시(無畏施) : 내가 계율을 지켜(살생을 하지 않는 다거나 등등...), 남에게 두려운 마음이 들지 않게 해주는 것이다.

#### 지계 바라밀
불교에서 하지 말아라고 하는 계율을 지키는 것으로, 남을 살찌게 해주는 것도 포함된다.

#### 인욕 바라밀
온갖 모욕을 참는 것이다.
- 복인(伏忍) : 비위를 거슬리는 일이 생겨나도, 화를 참는 것이다. 또한 마음을 즐겁게 하는 일도 참아야 한다는 것이다. 그렇지 않으면 쾌락으로 몸과 마음을 상하게 하기 때문이다.[19]
- 유순인(柔順忍) : 참는 연습을 많이하여, 복인에서 말한 화와 즐거움을 저절로 참게 된다는 것이다.[19]
- 무생인(無生忍) : 참고 견뎌서, 보살 수준에 오른 인욕이다.[19] 공덕이 쌓여 다시 태어나는 고통을 받지 않다는 말이다.
- 적멸인(寂滅忍) : 부처 수준에 오른 인욕이다. 적멸은 열반과 같은 말로 모든 것을 끊어내버렸다는 말이다.[19]

#### 정진 바라밀
착한 일을 행하고, 착한 생각만 하는 것에서 물러나지 않는다는 것이다. 몸과 마음을 아끼지 않고 용맹스럽게 노력과 정진을 하여 불법을 반드시 성취한다는 것이다.

#### 선정 바라밀
반야의 지혜를 얻기 위하여 생각을 끊고, 성불하기 위한 마음을 닦는 것이다. 다른 잡다한 생각을 모두 끊고 수행만 하는 것이다.

#### 반야 바라밀
육바라밀 중 반야바라밀을 가리켜 모든 부처의 어머니라고 한다. 다른 바라밀의 바탕이 되며 3가지가 있다.
- 문자반야(文字般若) : 석가모니불이 말한 경(經) · 율(律) · 논(論) 을 모두 가리킨다.
- 관조반야(觀照般若) : 문자반야를 통해 알아낸 진리(부처님의 법)로 수행하는 것이다.
- 실상반야(實相般若) : 부처가 알아낸 진리(법) 그 자체다. 법신 비로자나불이 이를 상징한다.

## 자연과학(물리, 화학)과의 연관성

### 원자의 구조
모든 물질은 원자로 구성되어 있다. 원자는 핵과 전자로 이루어진다. 경기도 땅을 원자라고 하면, 핵은 서울 한복판에 있는 축구공 크기이고 나머지 공간은 텅비어 있다. 전자는 수원에 있는 먼지 정도 크기인데, 나머지 공간을 채워준다.
이 공간을 핵보다 훨씬 작은 전자가 빠르게 움직이며 돌아다닌다. 전자가 (-)전하를 띠면서 돌아다니니, 원자는 전기자석(전자석)이 된다. 다른 원자도 이와 같으니 전자끼리 서로를 밀어내게 된다.
사람의 왼손과 오른손은 서로 원자로 이루어져 있어 밀어내므로, 원자의 공간 대부분이 비어 있음에도, 손을 맞잡을 수 있을 뿐 서로 통과시키지 못한다. 원자가 서울의 축구공 크기이고, 전자는 수원의 먼지 크기로 텅텅 비어있음을 생각하면 불가사의하다.
사람의 몸을 주로 이루는 원자는 탄소(C), 산소(O), 수소(H), 질소(N)인데, 이중 가장 수가 많은 탄소는 원자핵 1개와 전자 6개로 이루어져 있다.
경기도 크기의 땅에 축구공 1개가 중간에 가만히 있고, 그 주위를 먼지 12개가 돌아다닐 뿐인데, 다른 물질이 오는 것을 다 막아버린다. 심지어 빛까지도 반사하여 그 반사한 것이 우리가 눈으로 보는 색깔이라는 형상이다.
더 정확히 원자 1개로 보면 빛 에너지를 흡수해서 전자가 들뜨고, 다시 원래 자리로 돌아오면서 빛을 방출하지만 크게 일상생활 정도로 거시적으로 보면 쉽게 반사한다고 봐도 된다.

### "색즉시공 공즉시색"과 원자
시각, 청각, 후각, 미각, 촉각, 생각, 상상으로 모두 규정 지을 수 있는 실체가 반야심경에 나오는 색(色)이다.
이를 원자에 적용하면, 탄소원자는 경기도 크기의 공간에 축구공 1개와 먼지 12개로 이루어져 있다. 그런데 이걸 로켓을 타고 경기도를 한 눈에 볼 수 있는 높이까지 올라간다면, 당연히 원자(축구공)은 물론 전자(먼지)도 보이지 않는다. 하지만 분명히 원자와 전자는 존재한다.
원자는 색깔이 없기도 하지만, 색깔을 떠나서 그렇게 높이 올라가면 형태 자체가 보이지 않는다.
하지만 탄소원자에 빛이 오면, 먼지 12개(전자 12개)가 빠르게 돌아다니면서 경기도 땅 전체 면적만큼 색깔을 띄게 만들어 버린다.
이게 "공즉시색"이다. 경기도 땅이 텅텅빈 것처럼 보이지만, 색깔이라는 색(色)이 오니까, 텅텅빈 경기도 땅이 모두 같은 색깔을 띤다.
색깔이 보이니까 또 있나 싶지만, 빛만 사라지면 또 아무 것도 보이지 않아 없는 것처럼 보인다. 이게 "색즉시공"이다.
반야심경은 관세음보살이 부처가 진리를 보는 방법으로 세상을 보니 이치가 이렇더라는 경전이다. 반야심경이 만들어졌을 당시에는 "색즉시공 공즉시색"이 당연히 모순이었을 것이다.
하지만 현대 과학으로 보면 모순이 아니라 과학적 사실(우주의 진리)이라는 사실이 신기하다.

## 대중매체

### 영화
대한민국에서는 1989년에 임권택 감독의 영화 《아제 아제 바라아제》가 반야심경에 나오는 반야바라밀다의 주문을 따서 만들어졌다. 또한 영화 색즉시공도 이 반야심경의 내용을 가지고 제목을 붙였다.

## 같이 보기
- 반야바라밀다심경약소

## 참고 문헌
- 구마라습 한역, 번역자 미상 (K.19, T.246). 《불설인왕반야바라밀경》. 한글대장경 검색시스템 - 전자불전연구소 / 동국역경원. K.19(5-1021), T.245(8-825). [깨진 링크(과거 내용 찾기)]
- 불공 한역, 번역자 미상 (K.1340, T.245). 《불설인왕반야바라밀경]》. 한글대장경 검색시스템 - 전자불전연구소 / 동국역경원. K.1340(37-52), T.246(8-834). [깨진 링크(과거 내용 찾기)]
- 운허.  동국역경원 편집, 편집. 《불교 사전》. 2016년 3월 6일에 원본 문서에서 보존된 문서. 2015년 3월 9일에 확인함.
- (영어) Sanskrit and Tamil Dictionaries. 《Cologne Digital Sanskrit Dictionaries》. Institute of Indology and Tamil Studies, Cologne University.
- (중국어) 구마라습 한역 (T.245). 《불설인왕반야바라밀경(佛說仁王般若波羅蜜經)》. 대정신수대장경. T8, No. 245, CBETA. 2015년 3월 1일에 원본 문서에서 보존된 문서. 2015년 3월 9일에 확인함.
- (중국어) 불공 한역 (T.246). 《인왕호국반야바라밀다경(仁王護國般若波羅蜜多經)》. 대정신수대장경. T8, No. 246, CBETA. 2015년 3월 1일에 원본 문서에서 보존된 문서. 2015년 3월 9일에 확인함.
- (중국어) 佛門網. 《佛學辭典(불학사전)》. 2015년 3월 17일에 원본 문서에서 보존된 문서. 2015년 3월 9일에 확인함.
- (중국어) 星雲. 《佛光大辭典(불광대사전)》 3판. 2011년 3월 19일에 원본 문서에서 보존된 문서. 2011년 3월 19일에 확인함.